# Taça Europeia Feminina de Hóquei em Patins de 2008–09
A Taça Europeia Feminina 2008/09 foi a 3ª edição da Taça Europeia Feminina de Hóquei em Patins organizada pela CERH.

## Taça Europeia Feminina 2008/09
As equipas classificadas são: 
| Taça Feminina 2008/09 | Taça Feminina 2008/09 | Taça Feminina 2008/09 |
| --------------------- | --------------------- | --------------------- |
| Biesca Gijón HC       | CP Voltregá           | Igualada HC           |
| CRESH Eboli           | Bassano Hockey        | SPV Viareggio         |
| Montreux HC           | RHC Diessbach         | RSV Weil-am-Rhein     |
| US Coutras            | CS Noisy le Grand     |                       |
| RSC Cronenberg        | TUS Dusseldorf        |                       |
| HC Marco              |                       |                       |

## Pré-Eliminatória
| J | Visitado          | Resultado   | Visitante      | 1ª Mão | 2ª Mão |
| 1 | CS Noisy le Grand | Desistência | CRESH Eboli    | -      | -      |
| 2 | US Coutras        | 17-2        | RHC Diessbach  | 10-0   | 7-2    |
| 3 | RSC Cronenberg    | 13-14       | SPV Viareggio  | 5-8    | 8-6    |
| 4 | Igualada HC       | 6-2         | TUS Dusseldorf | 3-0    | 3-2    |
| 5 | RSV Weil-am-Rhein | 7-14        | Bassano Hockey | 3-5    | 4-9    |
| 6 | Montreux HC       | 6-5         | HC Marco       | 4-3    | 2-2    |

## Quartos de Final
| J  | Visitado          | Resultado | Visitante      | 1ª Mão | 2ª Mão |
| 13 | CS Noisy le Grand | 3-7       | CP Voltregá    | 2-4    | 1-3    |
| 14 | Montreux HC       | 7-9       | US Coutras     | 5-4    | 2-5    |
| 15 | Igualada HC       | 9-2       | Bassano Hockey | 5-0    | 4-2    |
| 16 | Biesca Gijón HC   | 13-3      | SPV Viareggio  | 6-1    | 7-2    |

## Fase Final
|  | Semifinais      | Semifinais  |   |            | Final           | Final |  |
|  |                 |             |   |            |                 |       |  |
|  | 8 Maio          |             |   |            |                 |       |  |
|  | CP Voltregá     | 5           |   |            |                 |       |  |
|  | US Coutras      | 3           |   |            |                 |       |  |
|  |                 |             |   |            |                 |       |  |
|  |                 |             |   |            | 9 Maio          |       |  |
|  |                 |             |   |            | Biesca Gijón HC | 1     |  |
|  |                 | CP Voltregá | 0 |            |                 |       |  |
|  |                 |             |   |            |                 |       |  |
|  |                 |             |   |            |                 |       |  |
|  |                 |             |   |            | Terceiro lugar  |       |  |
|  | 8 Maio          | 8 Maio      |   | 9 Maio     | 9 Maio          |       |  |
|  | Biesca Gijón HC | 1           |   | US Coutras | 3               |       |  |
|  | Igualada HC     | 0           |   |            | Igualada HC     | 1     |  |

| Vencedoras Taça Europeia Feminina 2008–09 |
| Biesca Gijón HC (2º)                      |

## Ligações Externas
- CERH website

### Internacional
- Ligações para todos os sítios de hóquei
- Mundook- Sítio com notícias de todo o mundo do hóquei
- Hoqueipatins.com - Sítio com todos os resultados de Hóquei em Patins